# Роберто Росселліні
Робе́рто Росселлі́ні (італ. Roberto Rossellini; 8 травня 1906 — 3 червня 1977) — італійський кінорежисер, чоловік Інгрід Бергман, батько Ізабелли Росселліні.

## Біографія
Роберто Росселліні народився у Римі 8 травня 1906 р. Його батько побудував перший у Римі кінотеатр, отже Роберто мав змогу переглядати велику кількість фільмів. Змалку працював на численних роботах, що пов'язані з кіноіндустрією.
У 1938 році Роберто Росселліні зняв свій перший документальний, а у 1941 — перший художній фільм. Знята у 1945 році стрічка «Рим, відкрите місто» поклала початок стилю «неореалізм» в італійському кінематографі. Цей стиль передбачав зйомку у максимально наближених до реальності умовах, але іноді фільми Росселіні не хотіли брати у прокат, мотивуючи це тим, що «це взагалі не фільм».
У 70-ті роки зняв серію документальних фільмів для телебачення про відомих осіб (Блез Паскаль, Мікелланжело, Сократ). Часто у своїх картинах Роберто співпрацював зі своїм братом-композитором Ренцо Росселліні.
1948 року Роберто отримав листа від шведської акторки Інгрід Бергман, яка була настільки вражена його роботами, що написала «Якщо вам потрібна акторка, яка володіє шведською, французькою, англійською, трохи німецькою мовами, а італійською знає лише „ti amo“, то я з задоволенням співпрацюватиму з вами». Роберто вилетів до Америки, де гостював у Інгрід Бергман і її чоловіка та менеджера Ганса Петера Ліндстрема (Hans-Peter Lindstrøm), обговорюючи сценарій фільму «Стромболі, земля Божа» (1950) з Інгрід у головній ролі. Цього ж року акторка вилетіла до Риму на зйомки стрічки. Між ними спалахнуло справжнє італійське кохання. Через певний час в американській пресі з'явилось фото з Бергман та Роселіні, що гуляли, тримаючись за руки. Цей факт зазнав жорстокого осуду з боку суспільства та болючого розриву Інгрід Бергман зі своїм попереднім партнером. Попередня пасія Росселліні, італійська акторка Анна Маньяні, зчинила гучну сварку у ресторані та перекинула на голову Роберто тарілку спагеті. У Інгрід розпочалося важке розлучення з Ліндстремом, після якого їх дочка Піа залишилась з батьком. З того часу усі фільми за участі Бергман, зняті Роселіні бойкотувались як глядачами, так і критиками. У цьому шлюбі народилося троє дітей — син Робертіно та дочки-близнята, одна з яких відома акторка Ізабелла Роселіні. Роберто Роселіні мав доволі запальну вдачу, був дуже ревнивим і поставив Бергман умову не зніматися у інших режисерів. У кінці 50-х їх шлюб розпався, Роселліні вирушив на зйомки до Індії.
Помер Роберто Росселліні 3 червня 1977 року в Римі від нападу стенокардії. Похований у сімейному склепі. Там же похована і Анна Маньяні, з якою режисер примирився незадовго до смерті.

## Фільмографія
- 1945 — «Рим, відкрите місто»
- 1946 — «Пайза»
- 1948 — «Кохання»
- 1948 — «Німеччина, рік нульовий»
- 1950 — «Франциск, менестрель Божий»
- 1950 — «Стромболі, земля Божа»
- 1952 — «Сім смертних гріхів» — епізод «Заздрість» (Invidia)
- 1952 — «Європа '51»
- 1953 — «Ми — жінки»
- 1953 — «Де свобода?»
- 1954 — «Подорож до Італії»
- 1959 — «Індія: Матрі Брумі»
- 1959 — «Генерал Делла Ровере»
- 1961 — «Ваніна Ваніні»
- 1961 — «У Римі була ніч»
- 1963 — «РоГоПаГ» — епізод «Цнота» (Illibatezza)
- 1976 — «Месія»

Лише сценарист
- 1963 — «Карабінери»